# Patara unicornis
Patara unicornis är en insektsart som beskrevs av Ronald Gordon Fennah 1952. Patara unicornis ingår i släktet Patara och familjen Derbidae. Inga underarter finns listade i Catalogue of Life.